# Schlaitdorf
Schlaitdorf település Németországban, azon belül Baden-Württembergben. Lakosainak száma 1952 fő (2023. december 31.).

## Népesség
A település népessége az elmúlt években az alábbi módon változott:
| Lakosok száma | 1225 | 1876 | 1931 | 1945 | 1954 | 1952 |
|               | 1975 | 2017 | 2019 | 2021 | 2022 | 2023 |